# 亚历杭德罗·马约尔卡斯
亚历杭德罗·尼古拉斯·马约尔卡斯（英語：Alejandro Nicholas Mayorkas，1959年11月24日—）是一位美国古巴裔律师、民主党籍政府官员。曾任美国国土安全部长（2021年-2025年），美国公民及移民服务局局长（2009年-2013年）、美国国土安全部副部长（2013年-2016年）等职务。
亚历杭德罗·马约尔卡斯生于古巴哈瓦那，1959年古巴革命后随家人到美国避难。他毕业于美国加州大学伯克利分校和加州洛约拉法学院。在比尔·克林顿政府任期，马约尔卡斯曾担任加利福尼亚中央区检察官。在巴拉克·歐巴馬政府任期，他曾在国土安全部任职，首先是美国公民和移民服务局局长（2009–2013），然后是国土安全部副部长（2013–2016）。2016年，马约尔卡斯成为華盛頓特區的律师事务所Wilmer Cutler Pickering Hale and Dorr的合伙人。
2020年11月23日，总统乔·拜登在就任前已宣布提名马约尔卡斯为国土安全部长。2021年2月2日经过參議院批准就任部长后，成为第一位担任国土安全部长的古巴裔美国人。
2024年2月13日，美国国会众议院以一票之差通过了对马约尔卡斯的弹劾，马约尔卡斯成为美国历史上第二位面临弹劾的内阁成员；4月16日，参议院表决以两份弹劾书存在秩序问题违反美国宪法为由驳回了弹劾案。

## 早年生活和经历
馬約爾卡斯在1959年11月24日出生於古巴哈瓦那。1960年，古巴革命爆發之後，當時一歲的他，跟隨父母一起以難民身份逃往美國。在他和家人搬到加利福尼亞州洛杉磯之前，他住在佛羅里達州邁阿密，在那裡他度過了青少年時期。馬約卡斯在比佛利山莊長大，就讀於比佛利山莊高中。
他的父親查爾斯·R·「尼基」·馬約爾卡斯出生於古巴，是屬於塞法迪（來自前奧斯曼帝國、現在的土耳其和希臘）和德系猶太人（來自波蘭）背景的古巴猶太人。他曾經在達特茅斯學院學習經濟學，也曾經在哈瓦那郊區擁有並經營一家鋼絲絨工廠。
他的母親安妮塔（加博爾）是一名羅馬尼亞猶太人，家人為躲避大屠殺，於20世紀40年代逃往古巴，然後在古巴革命之後前往美國。
馬約爾卡斯於1981年畢業於加州大學柏克萊分校，並以優異成績獲得文學學士學位。他於1985年從洛約拉法學院獲得法律博士（註：不是法學博士）學位，並擔任《洛約拉洛杉磯娛樂法律評論》的編輯。

## 国土安全部长

### 提名和确认听证会

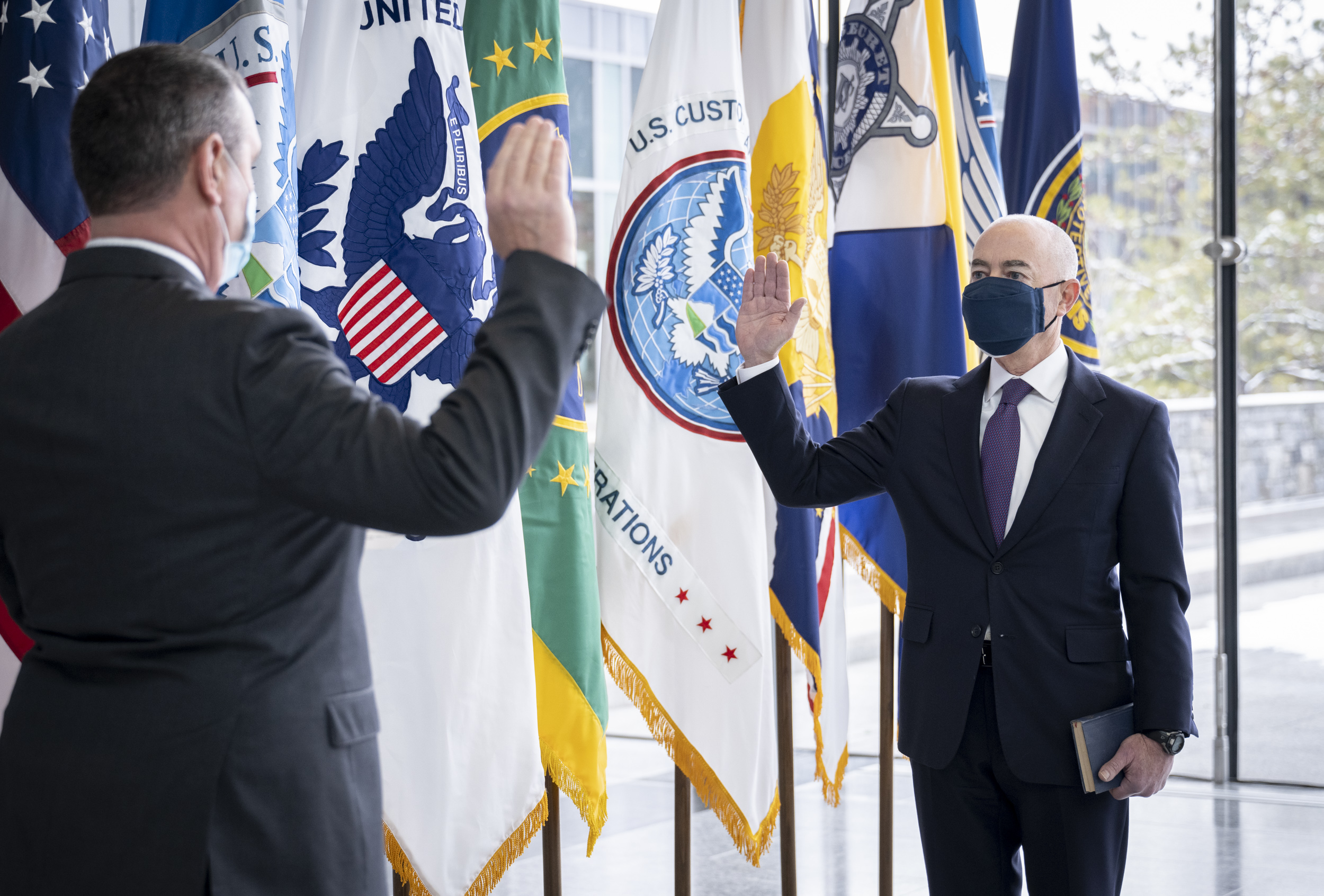
马约尔卡斯于2021年2月2日宣誓就任国土安全部长

2020年11月23日，美国总统当选人乔·拜登宣布，他计划提名马约尔卡斯为美国国土安全部长。马约尔卡斯得到了警察联谊会的支持，亦得到曾任职于乔治·W·布什政府的汤姆·里奇、迈克尔·切尔托夫以及任职于贝拉克·奥巴马政府的珍妮特·纳波利塔诺、傑伊·強生等前国土安全部部长的支持，而他说拜登“找不到合适的人”。
2021年1月19日，共和党参议员乔什·霍利采取行动，阻止马约尔卡斯担任国土安全部部长的迅速确认，指出马约尔卡斯“并没有充分解释他将如何执行联邦法律、确保南部边境安全以及拜登关于削减执法和安全措施的承诺”，霍利亦遭到了拜登过渡小组的批评。
2021年2月2日，参议院少数党领袖米奇·麦康诺投票反对马约尔卡斯的就职确认，称马约卡斯是“在道德上受到妥协的党派律师”。麦康奈尔接着说，马约尔卡斯提倡“一种恐惧和不尊重的文化”。麦康奈尔进一步表示，在与奥巴马政府合作时，马约卡斯将美国公民身份和移民服务局变成了“不道德的民主党特许权使用工厂”，并引用了一份报告，称2015年，马约尔卡斯帮助几名与民主党有联系的外国投资者获得了绿卡。
最终，马约尔卡斯以54票支持，43票反对得到确认。共和党参议员雪莱·摩尔·卡皮托、罗伯·波特曼、苏珊·柯林斯、米特·罗姆尼、丽莎·穆尔科斯基和丹·沙利文也和民主党人投了支持票，确认马约尔卡斯的任职。

### 任期

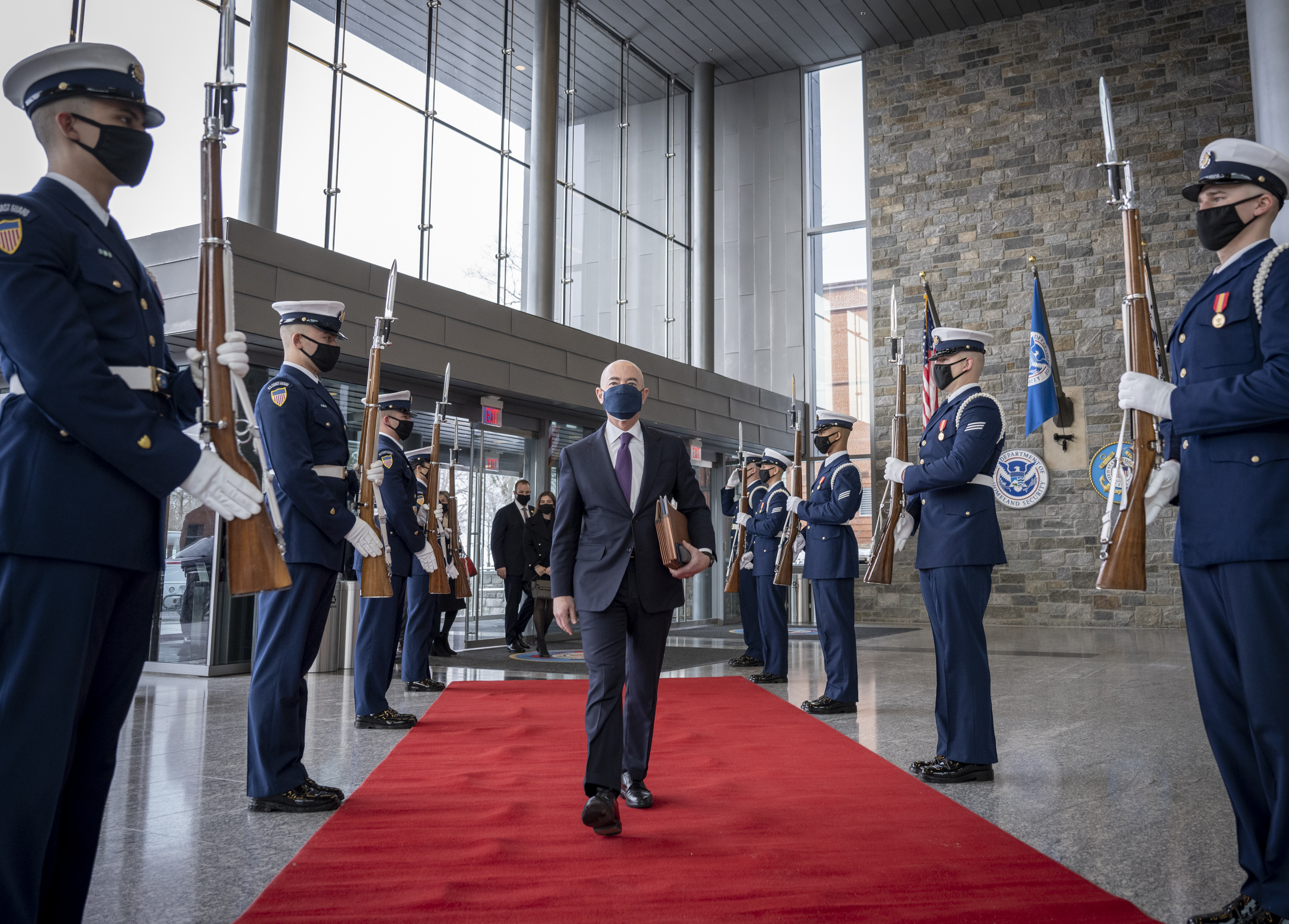
马约尔卡斯宣誓就职后到达国土安全部

在当天确认后，马约尔卡斯于2021年2月2日在副总统卡玛拉·哈里斯监督下宣誓就职。2021年10月19日，马约尔卡斯确诊COVID-19。
2023年11月9日，眾議員玛乔丽·泰勒·格林提出彈劾馬約卡斯的動議，理由是他玩忽職守，並稱他“未能維持對南部邊境的運作控制”。彈劾動議於11月13日，眾議院以209票對201票否決了該決議，並將其提交給眾議院國土安全委員會。
2024年1月28日，美国国会众议院共和党人決定彈劾马约卡斯，众议院共和党人指控马约卡斯在移民问题上拒绝遵守法律，导致美墨边境移民管控失败，同时指责他妨碍国会调查。2月13日，眾議院以214票支持、213票反對通過對马约尔卡斯的彈劾，但有三名共和党议员投了反对票。4月16日，参议院表决以两份弹劾书存在秩序问题违反美国宪法为由驳回了弹劾案。

## 家庭情况
亚历杭德罗·马约尔卡斯生于古巴哈瓦那，他的家人在他幼年时以难民身份逃往迈阿密，最终到达洛杉矶。
亚历杭德罗·马约尔卡斯和他的妻子塔妮娅有两个女儿，吉赛尔和阿米莉亚。马约尔卡斯是犹太人，他的父亲是有犹太血统的古巴人，母亲是罗马尼亚裔犹太人，他曾多次访问以色列，并表示反对反犹太主义。他爱好跑步，打网球和壁球。